# تاريخ مرتفعات قرة باغ
تقع جمهورية مرتفعات قرة باغ أو جمهورية أرتساخ في الجزء الجنوبي من سلسلة جبال القوقاز الصغرى عند الطرف الشرقي من المرتفعات الأرمينية، وتشمل مرتفعات المنطقة الجغرافية الأوسع المعروفة باسم قرة باغ (قاراباغ). في ظل الحكم الروسي والسوفييتي، أصبحت المنطقة تعرف باسم ناغورنو-قرة باغ، وتعني «منطقة قرة باغ الجبلية» باللغة الروسية. استُخدم اسم قرة باغ (المستمد من الأتراكية والفارسية، ويعني حرفيًا «كرم العنب الأسود») لأول مرة في المصادر الجورجية والفارسية في القرنين الثالث عشر والرابع عشر للإشارة إلى إمارة أرمنية معروفة من قبل المؤرخين الحديثيين باسم مملكة أرتساخ أو خاشين.
تخضع حاليًا معظم هذه المنطقة لسيطرة جمهورية مرتفعات قرة باغ الفعلية التي تحظى بدعم اقتصادي وسياسي وعسكري من أرمينيا، ولكن المنطقة معترف بها قانونيًا بوصفها جزءًا من أذربيجان. ما يزال الوضع النهائي للمنطقة موضع مفاوضات بين أرمينيا وأذربيجان. يشمل هذا المقال تاريخ المنطقة من العصر القديم إلى العصر الحديث.

## التاريخ القديم
شُغلت منطقة مرتفعات قرة باغ من قِبل شعب معروف لدى علماء الآثار الحديثيين باسم حضارة كورا-أراكسيس الواقعة بين النهرين اللذين يحملان هذين الاسمين. القليل فقط معروف عن التاريخ القديم للمنطقة، ويعود ذلك بالمقام الأول إلى ندرة المصادر التاريخية. عُثر على مجوهرات ضمن حدود ناغورنو قاراباغ الحالية وقد نُقِش عليها باللغة المسمارية اسم الملك الآشوري أداد نيراري (نحو 800 قبل الميلاد).[بحاجة لمصدر]

## أسطورة آران
وفقًا للتراث والأساطير المحلية المحفوظ من قبل العديد من الناس في المنطقة، كان واديا النهرين في ناغورنو-قرة باغ من بين أولى المناطق التي سكنها أحفاد نوح. وفقًا للتراث الأرمني في القرن الخامس الميلادي، عُيّن زعيم محلي يدعى آران (بالأرمنية: Առան) من قبل الملك الفرثي فولوغاسيس الثالث ليكون أول حاكم لهذه المنطقة. أطلق المؤلفان الأرمنيان القديمان موفسيس خوريناتشي وموفسيس كاغانكاتفاتسي اسم «آران» على أجداد سكان أرتساخ ومقاطعة أوتيك لاحقًا وسلالة سيساك (السلف الأجداد ومحافظة سيساكان، المسماة تيمنًا بهم وتعرف أيضًا بسيونيك)، ومن بعدها سلالة هايك وأجداد الأرمن وجميع من يندرج تحت اسمهم.

## أرتساخ، مقاطعة في مملكة أرمينيا

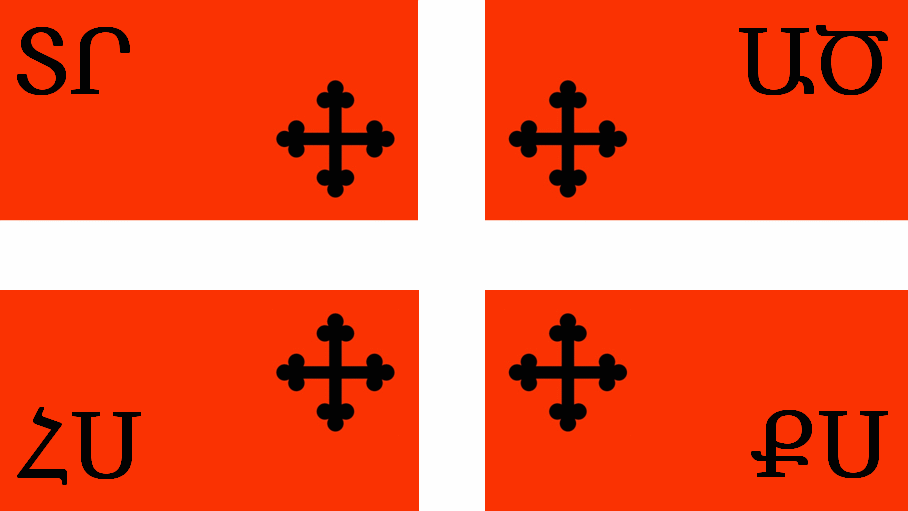
العلم الملكي لإمارة خاشين (مملكة أرتساخ) خلال عهد الأمير الكبير هاسان-جالاليان فاهتانغيان (1214–1261)

يرد ذكر إقليم ناغورنو قرة باغ لأول مرة في النقوش في كتابات ساردور الثاني ملك أورارتو (763-734 قبل الميلاد) التي عُثر عليها في قرية تسوفيك في أرمينيا، تحت اسم أورتيخيني (بالأرمنية: Urtekhini). ثم يلي ذلك انقطاع –في بياناتنا- حتى الحقبة الرومانية. ظهر الاسم مرة أخرى بالفعل لدى العالم اليوناني سترابو إذ وصف «أورخستينا» (أرتساخ) بأنها «منطقة أرمينيا التي تكشف عن أكبر عدد من الفرسان». من غير الواضح متى أصبحت أورخستينا جزءًا من أرمينيا. صنّف سترابو بعناية جميع مكاسب الملوك الأرمن منذ 189 قبل الميلاد ولم يذكر تصنيفه أورخستينا قطّ ما يظهر بشكل غير مباشر أنها ربما كانت تابعة للإمبراطورية الأرمنية التي يمكن أن تكون قد حصلت عليها من إرث ساتراب «أرمينيا الشرقية». تقع أطلال مدينة تيغراناكيرت بالقرب من مدينة آغدام الحديثة، وهي واحدة من أربع مدن تحمل هذا الاسم بُنيت في بداية العام 1 قبل الميلاد من قبل ملك أرمينيا ديكرانوس الثاني. أجرى علماء الآثار الأرمن مؤخرًا أعمال حفر وتنقيب لهذه المدينة. عُثر في أرمينيا على بقايا حصن إلى جانب مئات من العينات القديمة المماثلة لتلك الموجودة في أرمينيا. كُشف عن وجود سور قلعة وبازيليكا يعودان إلى القرنين الخامس والسادس. وقد أظهرت أعمال التنقيب أن المدينة وُجدت منذ القرن الأول قبل الميلاد حتى القرن الثالث عشر أو الرابع عشر بعد الميلاد.
تحدّث سكان أرتساخ القدماء لهجة خاصة باللغة الأرمنية، ونحن نعرف ذلك من مؤلف قواعد اللغة الأرمنية «ستيبانوس سيونتسي» الذي عاش في الفترة نحو 700 بعد الميلاد.
أجمع سترابو إلى جانب مؤلفين من القرن الأول والثاني -أمثال كلوديوس بطليموس وبلينيوس الأكبر- على أن الحدود بين أرمينيا الكبرى وألبانيا القوقازية هي نهر سايروس (كورا). تذكر الموسوعات الموثوقة حول العصور القديمة نهر كورا على أنه الحدود الجنوبية لألبانيا.
كتب المؤرخ الأرمني فاوستس البيزنطي أنه خلال حقبة من الاضطرابات التي أعقبت اقتحام الفرس لأرمينيا (نحو عام 370)، برزت أرتساخ بين المقاطعات الثائرة، في حين أن ألبانيي القوقاز استولوا على أوتيك. هزم القائد العسكري الأرمني موشيغ ماميكونيان أرتساخ في معركة كبيرة، وأسر العديد من سكان المنطقة، وأخذ رهائن من البقية وفرض عليهم جزية. في عام 372، هزم موشيغ ألبان القوقاز وانتزع أوتيك منهم، واستعاد الحدود على نهر كورا كما كانت في السابق».
وفقًا لعلم «الجغرافيا» (أشخراتسوتس) المؤسس على يد عالم الجغرافيا الأرمني أنانيا شيراكاتسي في القرن السابع، كانت أرتساخ هي العاشرة من بين 15 مقاطعة (ناهانغز) في أرمينيا، وضمّت 12 منطقة (غافرز): ميوس هاباند (هاباند الثانية، عوضًا عن هاباند سيونيك) وفايكونك (تسار) وبردادزور وميتس آرانك وميتس كفينك وهارجلانك وموخانك وبيانك وبارسكانك (بارزفانك) وكوستي وبارنز وكوت. لكن أنانيا كتب آنذاك قائلًا أن أترساخ إلى جانب المقاطعات المجاورة «سوف تنشق عن أرمينيا». وهذا الأمر صحيح، إذ قُسّمت أرمينيا عام 387 بين الإمبراطورية الرومانية وبلاد فارس؛ وهكذا ضُمَّت مقاطعة أرتساخ مع المقاطعتين الأرمنيتين أوتيك وبايتاكاران إلى ألبانيا القوقازية.

## وصلات خارجية
- مقالات حول مرتفعات قرة باغ (أرتساخ)